# Altroza
Altroza – organiczny związek chemiczny, monosacharyd (cukier prosty) z grupy aldoheksoz. Jest bardzo dobrze rozpuszczalna w wodzie i praktycznie nierozpuszczalna w metanolu. Należy do rzadkich węglowodanów. D-Altrozę można otrzymać syntetycznie wychodząc z celulozy (pierwszym etapem jest jej piroliza do lewoglukosenonu, który jest właściwym substratem do dalszej, stereoselektywnej syntezy D-altrozy). Można też uzyskać ją z D-rybozy. L-Altroza jest wytwarzana przez bakterie Butyrivibrio fibrisolvens, co może być wykorzystane do jej produkcji przemysłowej (ze względu na słodki smak i brak wartości odżywczej może być zamiennikiem cukru). 
Jest epimerem D-glukozy i D-allozy.
Zarówno L-altroza, jak i D-altroza, w formie cyklicznej występuje w postaci 4 izomerów, które w roztworze wodnym pozostają ze sobą w równowadze. Np. dla D-altrozy są to:
W roztworze wodnym dominuje β-D-altropiranoza (43% w 22 °C).
| D/L | Forma liniowa              | Piranozy                    | Piranozy                     | Furanozy                      | Furanozy                      |
| D/L | Forma liniowa              | α                           | β                            | α                             | β                             |
| --- | -------------------------- | --------------------------- | ---------------------------- | ----------------------------- | ----------------------------- |
| D   | CAS: 1990-29-0 CID: 94780  | CAS: 7282-80-6 CID: 7098663 | CAS: 7283-10-5 CID: 448702   | CAS: 41846-93-9 CID: 21627867 | CAS: 40461-79-8 CID: 15560227 |
| L   | CAS: 1949-88-8 CID: 102190 | CID: 6971097                | CAS: 12773-31-8 CID: 6971096 | CID: 69617265                 | CID: 57473720                 |